# Gamewell
Gamewell es un pueblo ubicado en el condado de Caldwell en el estado estadounidense de Carolina del Norte. La localidad en el año 2000, tenía una población de 3.644 habitantes en una superficie de 20,6 km², con una densidad poblacional de 177,1 personas por km².

## Geografía
Gamewell se encuentra ubicado en las coordenadas 35°52′07″N 81°35′34″O / 35.868674, -81.592866. Según la Oficina del Censo, la localidad tiene un área total de 20,6 km² (8 mi²), de la cual 20,6 km² (8 mi²) es tierra y 0 km² (0 mi²) (0.0%) es agua.

### Localidades adyacentes
El siguiente diagrama muestra a las localidades en un radio de 16 kilómetros (9,9 mi) de Gamewell.

## Demografía
En el 2000 la renta per cápita promedia del hogar era de $39.225, y el ingreso promedio para una familia era de $43.167. El ingreso per cápita para la localidad era de $16.536. En 2000 los hombres tenían un ingreso per cápita de $26.654 contra $22.039 para las mujeres. Alrededor del 9.90% de la población estaba bajo el umbral de pobreza nacional.